# 52655 Villermaux
52655 Villermaux este o planetă minoră (asteroid), cu un diametru de 2,98 km, din centura de asteroizi. A fost descoperită pe 8 ianuarie 1998 la Caussols de OCA-DLR Asteroid Survey⁠(d). 
Obiectul prezintă o orbită caracterizată de o semiaxă mare de 2,3330466394987 UAi, o excentricitate de 0,12930061087536, o înclinație de 7,1740413241382 ° în raport cu ecliptica.